# تدهولم
شهر تدهولم (به سوئدی: Tidaholm) در ناحیه شهری تدهولم در کشور سوئد واقع شده‌است. جمعیت این شهر ۱۳۹۷٫۳۲  نفر است.